# Goodies (chanson)
Pour les articles homonymes, voir Goodies.
Singles de Ciara
1, 2 Step
(2004)
Goodies est une chanson de la chanteuse de RnB Ciara issue de son premier album studio, intitulé également Goodies. En collaboration avec le rappeur Petey Pablo, il s'agit du tout premier single de la chanteuse, sorti le 10 mai 2004.
Ce mélange de musique RnB, de crunk et de hip-hop appelé crunk'n'b en font une chanson taillée pour les dancefloors. Produit par Lil Jon, on reconnait aisément son style déjà entendu sur des titres du même genre comme Yeah! d'Usher. Avec Goodies, Ciara connait son premier grand succès à l'échelle internationale. Le clip de comporte des apparitions cameo de Lil Jon, Jazze Pha, Monica, Bone Crusher et le groupe ATL. Il existe une version remixée par Lil Jon et en collaboration avec le rappeur T.I.. Le single est certifié disque de platine aux États-Unis par la RIAA.

## Classements hebdomadaires
| Classement (2004-2005)                  | Meilleure position |
| --------------------------------------- | ------------------ |
| Allemagne (Media Control AG)            | 10                 |
| Australie (ARIA)                        | 19                 |
| Autriche (Ö3 Austria Top 40)            | 35                 |
| Belgique (Flandre Ultratop 50 Singles)  | 24                 |
| Belgique (Wallonie Ultratop 50 Singles) | 40                 |
| États-Unis (Hot 100)                    | 1                  |
| États-Unis (R&B/Hip-Hop Songs)          | 1                  |
| États-Unis (Pop Airplay)                | 3                  |
| France (SNEP)                           | 27                 |
| Irlande (IRMA)                          | 4                  |
| Norvège (VG-lista)                      | 15                 |
| Nouvelle-Zélande (RMNZ)                 | 10                 |
| Pays-Bas (Single Top 100)               | 24                 |
| Royaume-Uni (UK Singles Chart)          | 1                  |
| Royaume-Uni (UK R&B Chart)              | 1                  |
| Suisse (Schweizer Hitparade)            | 10                 |
| Suède (Sverigetopplistan)               | 39                 |

## Certifications
| Pays              | Certification | Unités certifiées |
| ----------------- | ------------- | ----------------- |
| États-Unis (RIAA) | Platine       | 1 000 000         |
| Royaume-Uni (BPI) | Argent        | 200 000           |